# 善名寺
善名寺（ぜんみょうじ）は、静岡県伊豆市にある日蓮宗の寺院。

## 歴史
奈良時代、行基によって開山された。行基はその時に吉奈温泉も発見したという。平安時代は応天門の変で流罪となった伴善男の配所になった。
吉奈温泉は「子宝の湯」として知られており、徳川家康の側室お万の方も、当寺に参拝後に温泉に入ることで子宝（徳川頼宣・徳川頼房）が授かったという
第二次世界大戦中、豊橋陸軍病院（現・国立病院機構豊橋医療センターの前身）の臨時転地療養所となっていた。

## 文化財
- 仏餉鉢（静岡県指定有形文化財 昭和31年10月17日指定）[3]
- 木造薬師如来坐像（静岡県指定有形文化財 昭和57年11月26日指定）[4]
- 木造釈迦如来坐像（伊豆市指定文化財 平成元年2月27日指定）[5]
- 木造菩薩形立像（伊豆市指定文化財 平成元年2月27日指定）[5]
- 木造天部形立像その１（伊豆市指定文化財 平成元年2月27日指定）[5]
- 木造蔵王権現立像（伊豆市指定文化財 平成元年2月27日指定）[5]

## 交通アクセス
- 田京駅より徒歩25分。